# Lothar Metz (General)
Lothar Metz (* 20. April 1908 in Würzburg; † 28. April 1975) war ein deutscher Brigadegeneral des Heeres der Bundeswehr, Oberst im Generalstab der Wehrmacht, langjähriger Mitarbeiter von Fremde Heere West und der Organisation Gehlen und zuletzt Unterabteilungsleiter im Bundesnachrichtendienst.

## Leben
Metz, Sohn eines Majors, wuchs in Würzburg auf und trat nach dem Abitur am 7. April 1926 beim Artillerie-Regiment 7 in Erlangen als Offizieranwärter in die Reichswehr ein, wo er bis Oktober 1927 diente. Von August 1929 bis September 1934 war er Batterieoffizier, Ordonnanzoffizier und Abteilungsadjutant im Artillerie-Regiment 7. Am 1. Februar 1930 wurde er zum Leutnant befördert. Von Oktober 1934 bis September 1935 war er Abteilungsadjutant im Artillerie-Regiment Amberg und von Oktober 1935 bis September 1937 Adjutant des Artilleriekommandeurs 7 in München. Von Oktober 1937 bis April 1939 nahm er am Generalstabslehrgang an der Kriegsakademie in Berlin teil. Danach wurde er Zweiter Generalstabsoffizier der 20. Infanterie-Division (mot.) in Hamburg, mit der er am Polenfeldzug teilnahm. Von März 1940 bis April 1944 war er Referent, Gruppenleiter und Erster Generalstabsoffizier der Abteilung Fremde Heere West im Generalstab des Heeres/Oberkommando des Heeres, wo er für Frankreich zuständig war. Von Frühjahr 1943 bis April 1944 leitete er die Auswertung der Abteilung und bearbeitete die Feindlageberichte. Im April 1944 wurde er Erster Generalstabsoffizier der 44. Reichs-Grenadier-Division „Hoch- und Deutschmeister“, wo er in Italien am Monte Cassino, in den Apenninen und bei Udine eingesetzt war. Anschließend war er von Dezember 1944 bis Mai 1945 Taktiklehrer an der Kriegsakademie in Hirschberg im Riesengebirge. Noch am 1. Mai 1945 wurde er zum Oberst im Generalstab befördert und war zuletzt Abteilungsleiter im Stab der Korpsgruppe Bork im Raum Salzburg.
Metz war von Mai 1945 bis März 1948 in US-amerikanischer Kriegsgefangenschaft, wo er von Juli 1947 bis März 1948 Bearbeiter für Kriegsgeschichte in der Historical Division der United States Army in Allendorf-Neustadt war. Nach einer kurzen Zeit der Arbeitslosigkeit, die er in Bad Tölz verbrachte, wurde er im Juni 1948 Arbeiter im Betonwerk Egenberger in Bad Tölz. 
Ab Dezember 1948 war Metz Mitarbeiter der Organisation Gehlen, zunächst als Referent in der Auswertung. 1950 hatte er sich erfolglos beim Bundesamt für Verfassungsschutz beworben. 1952 war er stellvertretender Abteilungsleiter Gegenspionage und Spionageabwehr. 1953 leitete er die für Gegenspionage zuständige Dienststelle 40/F in der Zentrale in Pullach im Isartal. Am 1. April 1956 wurde er in den Bundesnachrichtendienst übernommen und Leiter der zentralen Beschaffungs-Abteilung. Am 21. März 1957 wurde er als Oberst in ein Wehrdienstverhältnis berufen, verblieb aber im Bundesnachrichtendienst. 1958 wurde er Leiter des Lagebüros in Bonn und 1962 Leiter des Auslandsverbindungsdienstes. Am 6. Mai 1963 wurde er zum Brigadegeneral ernannt. 1966 war er als Resident in der Schweiz vorgesehen, konnte diesen Posten wegen einer Erkrankung jedoch nicht antreten. Mit Ablauf des 15. April 1966 wurde Metz in den Ruhestand versetzt. Die frei gewordene Planstelle wurde in einen anderen Bereich transferiert und mit dem Schwager von Reinhard Gehlen, Joachim von Seydlitz-Kurzbach, besetzt. Metz arbeitete aber im Strategischen Dienst unter Wolfgang Langkau und anderen Dienststellen des Bundesnachrichtendienstes weiter. 1973 wurde er endgültig pensioniert. Sein Deckname war Mertens.

## Auszeichnungen
- 1943: Kriegsverdienstkreuz I. Klasse
- 1944: Eisernes Kreuz I. Klasse
- 1966: Großes Verdienstkreuz des Verdienstordens der Bundesrepublik Deutschland